# Liancourt-Fosse
Liancourt-Fosse ist eine nordfranzösische Gemeinde mit 292 Einwohnern (Stand 1. Januar 2022) im Département Somme in der Region Hauts-de-France. Die Gemeinde liegt im Arrondissement Montdidier und gehört zum Kanton Roye.

## Geographie
Der an der Départementsstraße D1017 (frühere Route nationale 1 von Roye nach Péronne) gelegene Gemeinde erstreckt sich im Westen bis zur Autoroute A1 und berührt die Hochgeschwindigkeitsbahnstrecke des LGV Nord.

## Geschichte
Die Gemeinde erhielt als Auszeichnung das Croix de guerre 1914–1918.

## Einwohner
| 1962 | 1968 | 1975 | 1982 | 1990 | 1999 | 2006 | 2010 |
| ---- | ---- | ---- | ---- | ---- | ---- | ---- | ---- |
| 268  | 220  | 226  | 221  | 226  | 231  | 237  | 271  |

## Verwaltung
Bürgermeister (maire) ist seit 2001 Pierre Remy.

## Sehenswürdigkeiten
- Die Ruinen des Schlosses, im Ersten Weltkrieg durch deutsche Truppen gesprengt und im Zweiten Weltkrieg durch Bomben zerstört, mit restauriertem Park und Taubenhäusern.